# William Cliff
William Cliff, pseudonimo di André Imberechts (Gembloux, 27 dicembre 1940), è un poeta belga francofono.
Quarto di nove figli, studia lettere e filosofia. Durante la giovinezza, sviluppa una passione per il poeta catalano Gabriel Ferrater, del quale più avanti tradurrà le opere. A Ferrater riconoscerà il maggior credito ispirativo.
Le sue poesie ottengono subito l'attenzione di Raymond Queneau e saranno sistematicamente pubblicate da Gallimard fino al 1986.
Dal suo appartamento da poeta, sotto i tetti, a Bruxelles, si allontana spesso per viaggiare dapprima in Europa, successivamente in Asia e in America. Questi viaggi, che diventeranno materia delle raccolte America e En Orient, forniranno alla sua opera nuovo slancio. Fino ad allora le sue poesie non erano che evocazioni e rievocazioni di incontri in ambienti esclusivi per omosessuali; ora vi fanno la loro comparsa elementi come il terzo mondo o l'oceano. Cliff si interroga sull'altro, sulla sua presenza.
Nella poesia francofona del suo tempo, lo stile di William Cliff rappresenta una nota stonata, e senz'altro disturba. È uno stile che si può ritrovare in Raymond Queneau, o nei componimenti poetici di Georges Perros, o in Jean Genet e Charles Péguy. Fra gli autori venuti dopo, gli si possono avvicinare solo i versi di Michel Houellebecq, benché il procedimento sia molto diverso: se Houellebecq scrive in modo disincantato, come un "poeta della domenica" che talora avverte il bisogno di esprimere la propria presenza nel mondo, Cliff si allinea ai grandi predecessori del Medioevo. Come modelli, cita Margherita di Navarra e Carlo d'Orléans, ma la sua esistenza ricorda piuttosto quella di un François Villon.
Dopo essere stato a lungo legato alla poesia in versi regolari (come quello in 14 sillabe, suo marchio di fabbrica, o il decasillabo) e spesso a forme fisse della tradizione (la strofa di 10 versi, la ballata, il sonetto), William Cliff pubblica in seguito alcuni romanzi.
Nel 2008 la città di Lione gli conferisce il premio Kowalski.